# Jirawat Janpong
Jirawat Janpong (thailändisch จิรวัฒน์ จันทร์พงษ์, * 5. September 1999), auch als June bekannt, ist ein thailändischer Fußballspieler.

## Karriere
Jirawat Janpong stand bis Saisonende 2020/21 beim Ayutthaya FC unter Vertrag. Der Verein aus Ayutthaya spielte in der dritten Liga, der Thai League 3. Hier trat Ayutthaya in der Western Region an. Zur Saison 2021/22 unterschrieb er einen Vertrag beim ebenfalls in Ayutthaya beheimateten Zweitligisten Ayutthaya United FC. Sein Zweitligadebüt gab Jirawat Janpong am 5. September 2021 (1. Spieltag) im Auswärtsspiel gegen den Erstligaabsteiger Sukhothai FC. Hier stand er in der Startelf und spielte die kompletten 90 Minuten. Sukhothai gewann das Spiel mit 5:0. Für Ayutthaya bestritt er 34 Zweitligaspiele. Im Sommer 2022 unterschrieb er in Trat einen Vertrag beim ebenfalls in der zweiten Liga spielenden Trat FC. Am Ende der Saison 2022/23 feierte er mit Trat die Vizemeisterschaft und den Aufstieg in die erste Liga. Nach dem Aufstieg verließ er den Verein und schloss sich im Sommer 2023 dem Erstligisten Muangthong United an. Nachdem er für Muangthong nicht zum Einsatz gekommen war, wechselte er im August 2024 zu seinem ehemaligen Verein, dem Zweitligisten Ayutthaya United FC. Am Ende der Saison 2024/25 feierte er mit Ayutthaya die Vizemeisterschaft der zweiten Liga sowie den Aufstieg in die erste Liga.

## Erfolge
Trat FC
- Thailändischer Zweitligavizemeister: 2022/23  ▲

Ayutthaya United FC
- Thailändischer Zweitligavizemeister: 2024/25  ▲